# National Tourist Board (Sierra Leone)
Das National Tourist Board of Sierra Leone (meist nur National Tourist Board) ist die staatliche Tourismusorganisation im westafrikanischen Sierra Leone. Sie ist dem Ministerium für Tourismus und Kultur angegliedert.
Das NTB hat seinen Sitz in der Hauptstadt Freetown.

## Aufgaben
Eine genau definierten Aufgabenbereich und eine klare Abgrenzung gegenüber dem Ministerium gibt es (Stand 2010) nicht.
Das NTB ist, basierend auf dem Tourism Development Act aus 1990, jedoch unter anderem für die Registrierung aller Unterkünfte und die damit verbundene Vergabe von Hotelsternen, sowie die Registrierung von Restaurants, Nachtclubs und Kasinos zuständig.